# Ecologische geografie (Frankrijk)
De ontwikkeling van de ecologische geografie in Frankrijk is onverbrekelijk verbonden met het werk van Paul Vidal de la Blache (1845-1918). Hij heeft de basis gelegd voor een ecologische geografie op regionale basis. Vidal studeerde geschiedenis en geografie in Parijs waar hij in 1898 hoogleraar werd aan de Sorbonne.
De Franse geografie is in de eerste helft van de 20e eeuw bij uitstek een regionale geografie geweest. De Franse school in de sociale geografie heeft ook in Nederland tot ongeveer 1965 grote invloed gehad.

## Ontwikkeling 2e helft 19e eeuw
In de 19e eeuw waren in Frankrijk verschillende pogingen gedaan de lappendeken van administratieve indelingen te vervangen door meer consistente regio’s. Er waren voorstellen te komen tot ‘cantons naturels’ op basis van fysisch-geografische kenmerken. In de periode 1875-1894 verscheen een 19-delige regionale geografie ‘Nouvelle Géographie Universelle’ van de hand van Élisée Reclus (1830-1905). In het tweede deel maakte hij een indeling van Frankrijk op basis van natuurlijke kenmerken. Hij was de mening toegedaan dat regio’s een eigen individualiteit bezitten, een opvatting die later door Vidal de la Blache zou worden overgenomen.
Reclus hield zich bezig met de relatie tussen samenleving en natuurlijk milieu, een vraagstuk dat veel aandacht trok in het wetenschappelijk debat aan het einde van de 19e eeuw in Frankrijk. De discussie ging tussen de aanhangers van Friedrich Ratzels ‘Anthropogeographie’ (zie ook Ecologische geografie (Duitsland)) en de sociale morfologie van Durkheim en is terug te vinden in de jaargangen 1897 en 1898 van het tijdschrift l’Année Sociologique.
Zowel de geograaf Ratzel als de socioloog Durkheim waren beïnvloed door de organicistische opvattingen van Darwin en Haeckel. Beiden hielden zich bezig met de morfologie van de samenleving, maar Ratzel zocht de verklaring van gevonden ruimtelijke patronen vooral in het natuurlijk milieu, terwijl Durkheim zich concentreerde op de structuur van de groep (instituties, collectief bewustzijn).

## Vidal de la Blache
De ideeën van zowel Ratzel als Durkheim zijn bij Vidal de la Blache terug te vinden. In zijn ‘Géographie Humaine’ herinnert het organicistisch perspectief aan Ratzel, terwijl de grote aandacht voor de menselijke bestaanswijze de invloed van Durkheim verraadt. In tegenstelling tot het positivisme van Durkheim, stond Vidal onder invloed van het neo-kantianisme. Dat is te zien aan de betekenis die Vidal toekende aan de menselijke vrijheid en creativiteit. Er is meer aandacht voor mogelijkheden en minder voor wetmatigheden.
Voor Vidal de la Blache is de geografie in zekere zin een ecologie. De mens leeft in een natuurlijk milieu en hij tracht zo veel mogelijk de mogelijkheden die dit milieu biedt te benutten voor het opbouwen van een bestaan. De manier waarop dit gebeurde noemde Vidal het genre de vie. Twee begrippen staan daarbij centraal: Habitude, het totaal van tradities (gebruiken) en Harmonie, de relatie met de natuurlijke omgeving.
In 1903 publiceerde Vidal de la Blache op verzoek een inleiding voor de ‘Histoire de France’, waarmee duidelijk gemaakt moest worden dat ruimte een permanente factor was in de ontwikkeling van Frankrijk. Binnen dit duurzame kader konden dan de historische processen worden beschreven. Deze inleiding kreeg als titel ‘Tableau de la géographie de la France’.

### Genre de vie als centraal begrip
In de geografieopvatting van Vidal stond de bestaansactiviteit van de sociale groep centraal. De beschrijving daarvan geschiedde als het ware door een possibilitische bril. In het possibilisme, dat het tegenovergestelde van het fysisch-geografisch determinisme is, is de relatie mens-natuurlijke omgeving zodanig dat de menselijke groep op grond van de mogelijkheden kan kiezen welke vorm van bestaan het beste is in een bepaald natuurlijk milieu. De sociale groep kon in de strijd om het bestaan een beroep doen op het totaal aan materiële technieken, organisatievormen, waarden en normen die in de loop van de geschiedenis waren ontwikkeld. In elke regio waren volgens Vidal door de eeuwenlange wisselwerking tussen menselijke groep en omgeving unieke genres de vie ontstaan. Het genre de vie was een afspiegeling van die wisselwerking en in het cultuurlandschap was de ‘afdruk’ van het genre de vie zichtbaar. De Franse pays vormden unieke ruimtelijke eenheden of zoals Vidal dat aangaf: ‘personnalités géographiques’. De beschrijving van deze eenheden (denk aan Picardië, de Elzas etc.) werd de kerntaak van de Franse geografie in de periode 1910-1950. Leerlingen en navolgers van Vidal de la Blache hebben een indrukwekkende reeks regionale monografieën gepubliceerd.
Vidal de la Blache paste het begrip genre de vie vooral toe op historisch gegroeide, stabiele vormen van bestaan. Plattelandssamenlevingen bleken in het begin van de 20e eeuw nog geschikt om door middel van dit concept getypeerd te worden, maar bij het ingewikkelder worden van de samenleving onder invloed van industrialisatie en verstedelijking verloor het concept zijn betekenis voor de geografiebeoefening. Met zijn begrip longue durée was de historicus Fernand Braudel schatplichtig aan Vidal.

## Jean Brunhes
Voor de ontwikkeling van de Franse sociale geografie na Vidal de la Blache is het werk van zijn leerlingen Jean Brunhes en Maximilien Sorre van belang geweest.
Jean Brunhes (1869-1930) studeerde bij Vidal en werd in 1896 hoogleraar in Fribourg (Zwitserland). Later keerde hij naar Frankrijk terug voor een positie aan het Collège de France (1912). Zijn bekendste werk is ‘Géographie humaine; essai de classification positive’. Hij heeft veel meer dan andere leerlingen van Vidal zijn blik gericht op een methodische analyse van thema’s als irrigatie, ras en arbeid. Zijn standpunt was uitgesproken possibilistisch: een regionale eenheid kwam tot stand door de menselijke activiteit. Hij richtte zijn aandacht op de zichtbare verschijnselen aan het aardoppervlak (wegen, huizen, akkers, irrigatiewerken etc.).

## Maximilien Sorre
Maximilien Sorre (1880-1962) had een ecologische oriëntatie. Hij was beïnvloed door de ideeën van de Amerikaanse human ecology en hij onderscheidde zich door voorstander te zijn van een interdisciplinaire manier van geografiebeoefening (zie ook ecologische geschiedenis). Hij maakte gebruik van inzichten uit de sociologie, de psychologie en de etnografie. Iedere geograaf zou volgens hem een humanist moeten zijn. Vanuit de sociologie introduceerde hij in de sociale geografie het begrip sociale ruimte, een netwerk van relaties in een sociale groep opgehangen aan vaste punten als school, woning, cafés, winkels, dorpshuis etc. Verder wees hij op de betekenis van beschikbare technieken (materiële én sociale) bij het streven van de sociale groep een bestaan zeker te stellen. Op die manier probeerde hij de gebreken van het Vidaliaanse genre de vie- concept te herstellen. Voor hem was het genre de vie ‘un combinaison de techniques’. Zijn genre de vie-concept betrof op die manier niet meer de totale groepsactiviteit, maar veel meer de activiteiten van bepaalde beroepsgroepen. In feite was het concept daarmee uitgehold en niet meer hanteerbaar in de moderne sociale geografie.